# Parc national des Coolah Tops
Le parc national des Coolah Tops est un parc situé à environ 258 km au sud-ouest de Sydney en Nouvelle-Galles du Sud en Australie et créé le 5 juillet 1996. Il est géré par le New South Wales National Parks and Wildlife Service. Il est situé à 30 kilomètres à l'est de Coolah dans la chaîne de Liverpool, sur la route de Coolah Creek.
Le parc comprend des chutes d'eau qui plongent du plateau. Des arbres succulents et des forêts claires où des gommiers des neiges abritent des planeurs, des wallabies, des aigles et des hiboux.
Le camping et la randonnée sont les principales activités de loisir réalisées ici. Des vues sont possibles sur les plaines de Liverpool.